# Marcos Juárez
Marcos Juárez ist eine Stadt im zentralen Argentinien und die Hauptstadt des Departamento Marcos Juárez im Südosten der Provinz Córdoba. Die Stadt liegt an der Eisenbahnstrecke Buenos Aires–Rosario–Córdoba und ist neben Bell Ville mit ca. 25.000 Einwohnern das wirtschaftliche und industrielle Zentrum der Region.

## Geschichte
1854 wurde ein Haltepunkt an der Straße Rosario-Córdoba angelegt, der zunächst Posta del Espinillo hieß. Im Jahr 1866 erreichte die neugebaute Eisenbahnlinie den Ort. Diese lockte Siedler an, die in der Gegend ihre Bauernhöfe anlegten. Erst im Jahr 1887 wurde die Stadt offiziell gegründet, sie wurde nach einem Bruder des damaligen Gouverneurs benannt, der damit für die Bekämpfung von Banditen in der Region geehrt wurde.

## Söhne und Töchter der Stadt
- Héctor Pacheco (1918–2003), Tangosänger
- Graciela Carnevale (* 1942), Konzeptkünstlerin
- Alejo Lorenzo Lingua Lavallén (* 2001), Tennisspieler